# (5653) Camarillo
(5653) Camarillo est un astéroïde Amor découvert le 21 novembre 1992 par Eleanor F. Helin et Kenneth J. Lawrence à l'observatoire Palomar.